# 大乗院寺社雑事記
大乗院寺社雑事記（だいじょういんじしゃぞうじき）は、興福寺大乗院で室町時代に門跡を務めた、尋尊・政覚・経尋が三代に渡って記した日記。約190冊。原本は1450年（宝徳2年）から1527年（大永7年）までが現存しており、国立公文書館が所蔵し、重要文化財に指定されている。尋尊の書いた部分は特に「尋尊大僧正記」「尋尊大僧正記補遺」などとも呼ばれ、応仁の乱前後の根本史料とされている。またほとんどの項に紙背文書があり、あわせて貴重な資料となっている。

## 刊行書籍
- 『続史料大成　大乗院寺社雑事記』全12巻（編者代表・竹内理三、臨川書店、1978年、新版2001年）
- 『大乗院寺社雑事記研究論集』全5巻、同 研究会編（和泉書院、2001年 - 2016年）